# Leucophora depressa
Leucophora depressa este o specie de muște din genul Leucophora, familia Anthomyiidae. A fost descrisă pentru prima dată de Malloch în anul 1918. Conform Catalogue of Life specia Leucophora depressa nu are subspecii cunoscute.